# 丸山千枚田

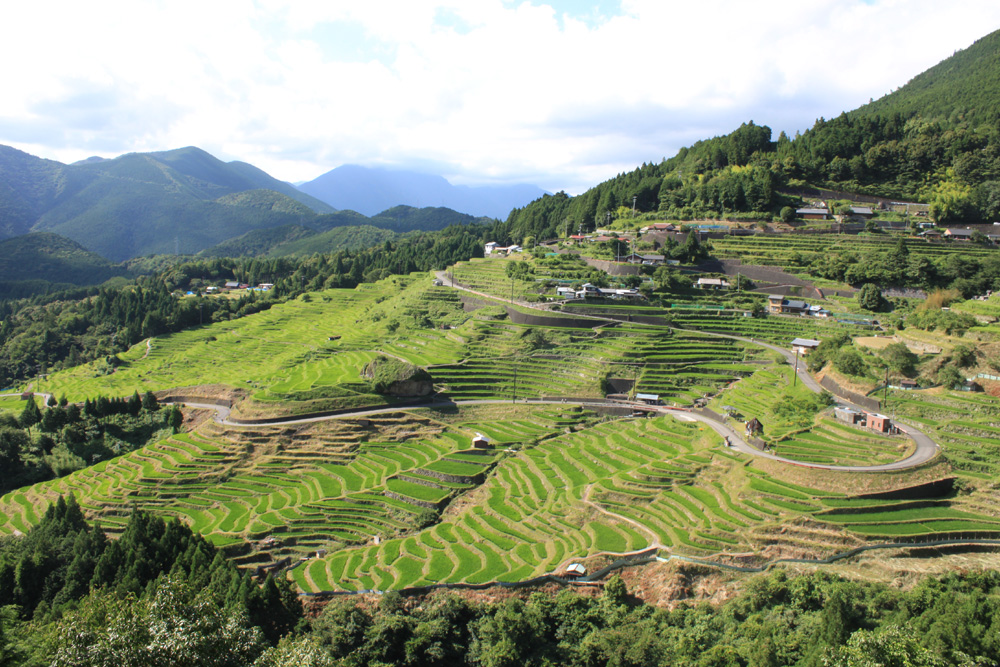
丸山千枚田の全景

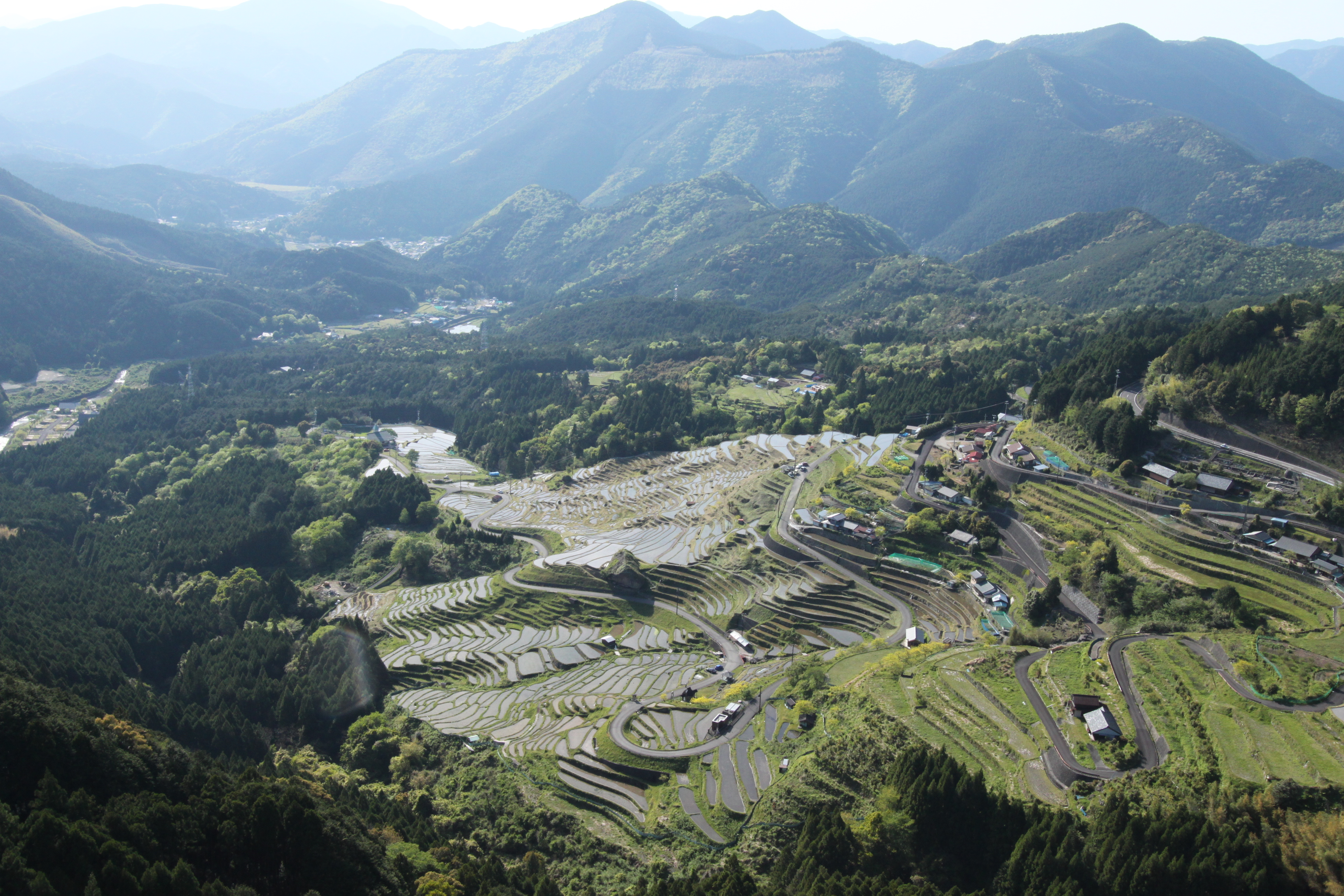
丸山千枚田

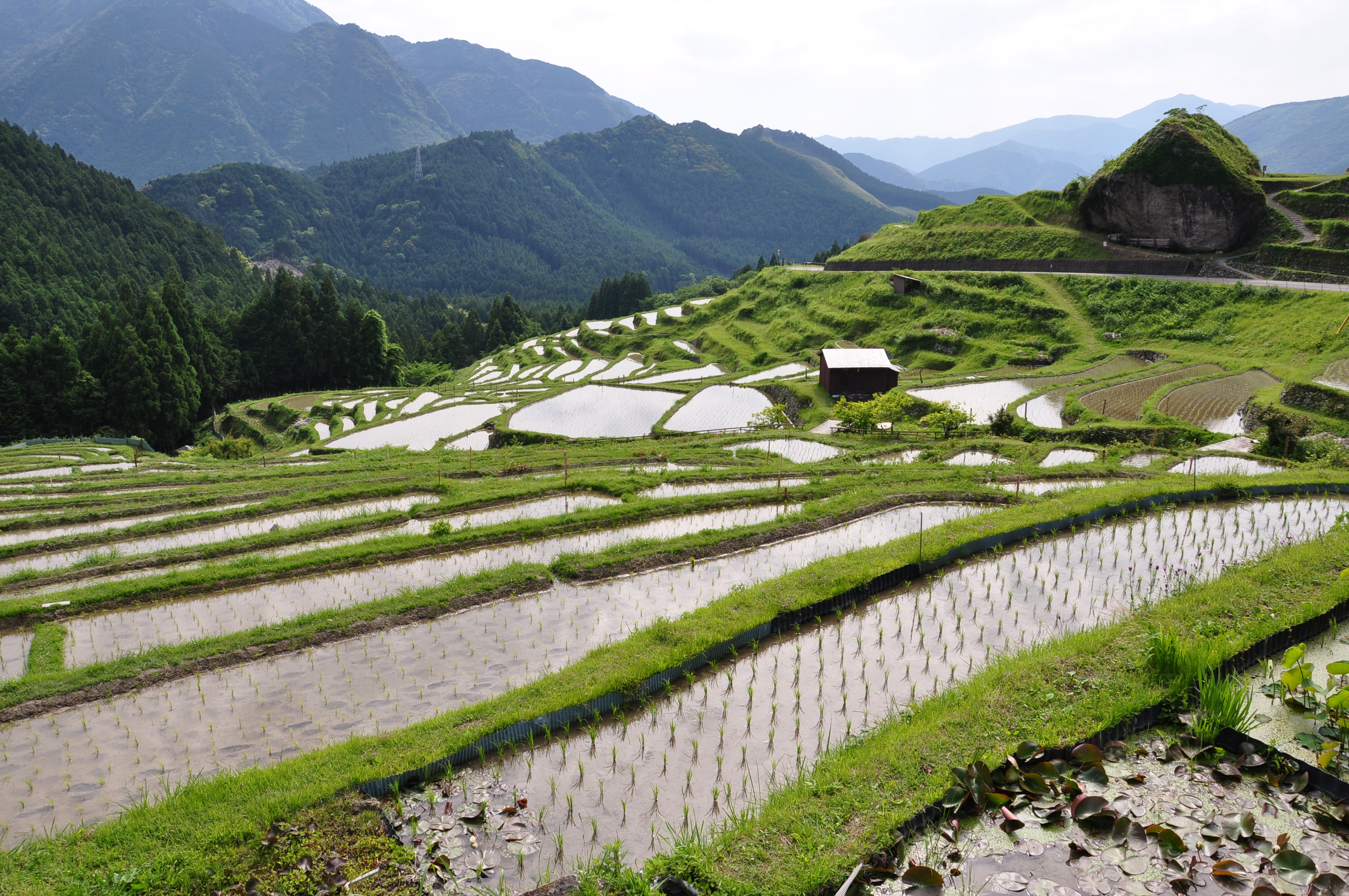
丸山千枚田

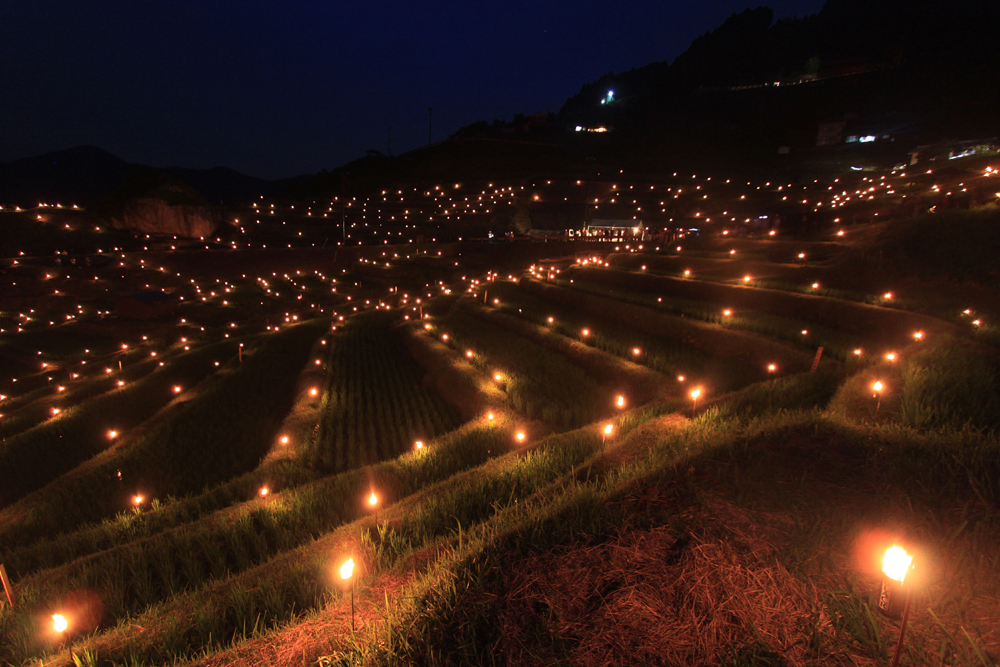
丸山千枚田の虫おくり

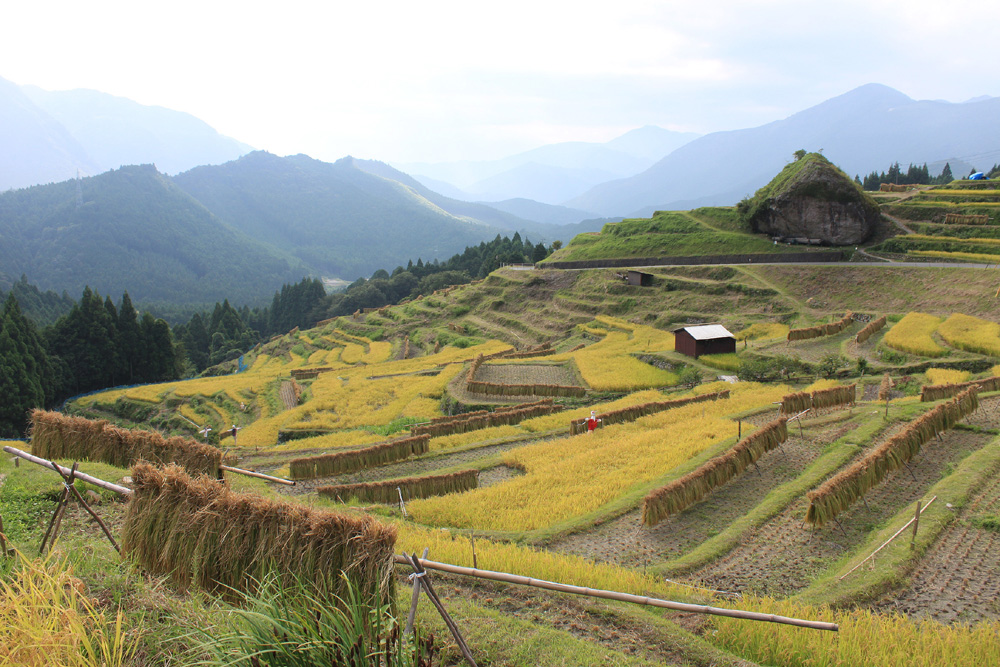
丸山千枚田の稲刈り

丸山千枚田（まるやませんまいだ）は、三重県熊野市紀和町丸山地区にある白倉山（標高736m）の南西斜面を利用した棚田群。
千枚田と言われるが、実際には高低差160 m（標高90 - 250 m）の谷合に約1,340枚（7 ha）の棚田がある。最も小さい田は、1枚で0.5m2しかない。棚田の法面は野面積み（のづらづみ）を主とした石積みであり、西日本に多く見られる方式である。

## 歴史
丸山千枚田がいつ頃から存在したかは明らかではない。丸山で最初の検地が実施されたのは天正18年（1590年）のことである。関ヶ原の戦いの後、浅野幸長が紀伊に移封され、慶長6年（1601年）に検地が行われた時には既に約2,240枚の棚田があったとされる。安斎忠雄が1898年（明治31年）の測量図を推定したところ、この時の棚田は2,483枚であった。
丸山千枚田の価値を最初に見出したのは地理学者の中島峰広であり、1974年（昭和49年）に「本邦における棚田地域の地理学的研究」という論文を執筆している。棚田経営は近くの銅鉱を中心とした鉱山での労働との兼業によって維持されていたが、1978年（昭和53年）に鉱山が閉山、労働力の流出を招いた。後継者不足と高齢化、更に当時の減反政策やコメの価格低迷、機械化が難しいことなどの要因も重なり、耕作放棄が進み、1992年（平成4年）には530枚まで減少した。
この歴史的遺産を残すため、当時の紀和町の町長が1993年（平成5年）7月7日に座談会を開き、住民が棚田の復興に努力するのであれば行政として支援する旨を表明、同年8月20日に「丸山千枚田保存会」が結成された。同会は丸山地区の住民31戸が加入し、農林水産省から2004年（平成16年）度の「立ち上がる農山漁村」（交流分野）に選定された。 1994年（平成6年）には紀和町が日本初の千枚田を保存する「紀和町丸山千枚田条例」（平成6年紀和町条例第1号）を制定した。紀和町は2005年（平成17年）11月1日に熊野市と合併し地方公共団体としては消滅したが、条例は新・熊野市に引き継がれた（「熊野市丸山千枚田条例」平成17年11月1日熊野市条例第109号）。

## 棚田オーナー制
千枚田の復元により観光への活用が図られ一定の成果が得られたが、棚田の保全には、多額の経費が必要である。「日本の原風景を守る活動に賛同し、都市住民との交流を深める事により、一緒に千枚田を守っていこう」という趣旨のもと、1996年（平成8年）度からオーナー制度を実施。現在は財団法人紀和町ふるさと公社が運営し、千枚田保存会が管理している4.2haのうち、約1.6haをオーナー田として活用し、毎年全国から100組を超える申込があり、農業体験を通じて農村と都市住民との交流が図られている。
- オーナーの条件 - 丸山千枚田を愛し保全活動に理解があり、地域住民をはじめとした地域の人々とのふれあいを大切にできる者。
- オーナーの特典

1. 体験できる農作業やイベント - 畦塗り体験・田植えの集い・虫おくり（伝統行事）草刈作業・案山子づくり教室・稲刈りの集い・畦そり体験。作業に参加できなくとも、保存会が管理するので、オーナーになることができる。
2. 千枚田の新米10kgと地域の特産品 - 11月初旬頃届けられる
3. 宿泊施設や温泉入浴の料金割引
4. 機関誌「めはり」の配布（年3回）
5. ふるさと公社特産品購入の際の割引

- 年会費:30,000円（丸山千枚田の景観維持と保全にあてられる。）
- 募集期間：2月中旬-3月31日に翌年度のオーナー募集を行っている。オーナー登録期間は、4月1日から翌年3月31日までの1年間。

## 丸山千枚田条例
旧紀和町（現熊野市）では、末永く貴重な資源を守るために、地元の人たちとともに保存活動に取り組みはじめ、1994年（平成6年）には千枚田保護のための条例を制定した（紀和町丸山千枚田条例、平成6年紀和町条例第1号）。その一部である熊野市丸山千枚田条例（平成17年11月1日熊野市条例第109号）前文を紹介する。
| 「 | わたくしたちが誇りにしている地域資源に丸山千枚田がある。千枚田は、祖先から受け継いだ貴重な稲作文化で全国的に稀であり、存在が注目されている。 しかし、千枚田における農作業は、地形上、機械による省力化に限界があり、加えて農業環境の変化もあり、休耕地と荒廃地がみられる。 このような状況の中、この貴重な資源を保護し後世に継承していくことは極めて重要で、併せて有効に活用していくことが、わたくしたちに課せられた責務である。千枚田は、幾百年もの昔、一くわずつ大地を起こし、石を積み上げ、土をあてがいながら営々と2,400余枚を造成し、以来、今日まで休むことなく天水を貯え、芝を刈りこんで耕作し、管理してきたのである。 また、ここに住む人たちは、裾野を埋めつくす雲海に朝の英気を養い、暮れなずむ連山の空を赤く染める落日に心を癒しながら、正に、千枚田とともに生き続けてきたのである。歴史は巡り、時は流れたとはいえ諸々の日本農耕文化の原点を内包しているのが千枚田である。 わたくしたちは、ここに先人の英知と偉業を偲びこれを称えるとともに、千枚田に親しみ、愛しつつその保護に一層努力することを宣言し、この条例を制定する。 | 」 |

条例の構成は以下の通り。
- 前文
- 第1条 目的
- 第2条 定義
- 第3条 市の責務
- 第4条 市民の責務
- 第5条 所有者等の責務
- 第6条 保護区域の指定
- 第7条 保護区域内における行為の届出等
- 第8条 助成
- 第9条 財源措置
- 第10条 委任
- 附則